# 朱子壆
汝陽安惠王朱子壆（1421年—1470年），明朝周藩第二代汝陽王，汝陽恭僖王朱有煽的庶長子。

## 生平
正統二年（1437年）八月，獲賜名子壆。九月，封鎮國將軍。正統十一年（1446年）十一月，襲封汝陽王。
成化六年（1470年）四月，朱子壆去世，享年五十歲，諡號安惠。兩年後，嫡長子朱同銍襲爵。

## 家庭

### 妻
- 歐氏，正統二年（1437年）冊為鎮國將軍夫人[2]
- 董氏，初冊為鎮國將軍夫人，正統十一年（1446年）冊為汝陽王妃[3]

### 子
- 嫡長子：汝陽安和王朱同銍[5]
- 第二子：鎮國將軍朱同鎞
- 第三子：鎮國將軍朱同鏚[6]
- 第六子：鎮國將軍朱同鐼
- 第七子：鎮國將軍朱同鑮[7]